# Patrick Senécal
Pour les articles homonymes, voir Sénécal.
 (octobre 2018).
Œuvres principales
- 5150, rue des Ormes
- Les Sept Jours du talion
- Sur le seuil
- Aliss
- Hell.com
- Oniria
- Le Passager

Patrick Senécal, né le 20 octobre 1967 à Drummondville, est un scénariste, réalisateur, dramaturge et un écrivain de fantastique, d'horreur et de roman policier québécois.

## Biographie
Bachelier en études françaises de l’Université de Montréal, Patrick Senécal a enseigné un peu plus de 10 ans la littérature, le cinéma et le théâtre au cégep de Drummondville. Il publie en 1994 un premier roman d’horreur mâtiné d'intrigue policière : 5150, rue des Ormes (adapté au cinéma en 2009). Il est suivi, un an plus tard, par Le Passager, autre roman à suspense. Au printemps 1997, le Théâtre La Licorne monte à Montréal sa première pièce, Les Aventures de l’inspecteur Hector. Son troisième roman, Sur le seuil (Alire, 1998), inspire un long métrage réalisé par Éric Tessier, avec Michel Côté et Patrick Huard.
Après Aliss (Alire, 2000), qui reçoit le prix Boréal 2001, il signe un suspense psychologique, Les Sept Jours du talion (Alire, 2002). En 2001 et 2003, les éditions Alire rééditent en format de poche ses deux premiers romans, soit 5150 rue des Ormes et Le Passager. Son sixième roman, Oniria (Alire, 2004), est un thriller fantastique et horrifique. À la même période, il écrit le 7e épisode de la série La Chambre no 13, réalisé par (Éric Tessier), qui est diffusé à Radio-Canada le 15 mai 2006.
En février 2007, il sort Le Vide (Alire 2007).
Il publie, en septembre 2007, son premier roman pour jeunes, Sept comme Setteur, aux éditions de la Bagnole. L'auteur publie en 2010 un second roman pour enfants, Madame Wenham, aux éditions de la Bagnole. Dans ces deux romans, les deux personnages principaux, Nat et Rom, représentent littéralement les personnalités de ses enfants, Nathan et Romy. Il s'est basé sur sa famille afin de créer ses histoires car il a écrit ces textes d'abord et avant pour ses enfants.
La même année, Senécal écrit Contre Dieu (2010), court roman n’étant formé que d’une seule et longue phrase. Il commence en 2011 la série Malphas (Le cas des casiers carnassiers en 2011, Torture, luxure et lecture en 2012, Ce qui se passe dans la cave reste dans la cave en 2013 et Grande liquidation en 2014). Il publie également trois romans par la suite : Faims, en 2015, L’autre reflet en 2016 et Il y aura des morts en 2017.
L'auteur a scénarisé la websérie La Reine rouge, présenté au printemps 2011. Senécal, appuyé par Olivier Sabino et Daniel Grou (Les Sept Jours du talion, 10 ½), réalise la série qui porte sur Michelle Beaulieu (héroïne de 5150, Rue des Ormes et Aliss) et son parcours d'adolescence, pour finalement devenir la très puissante reine à Wonderland (évènements relatés dans le roman Aliss). La première saison compte huit épisodes de dix minutes qui sont lancés en DVD en mars 2012.

## Œuvres

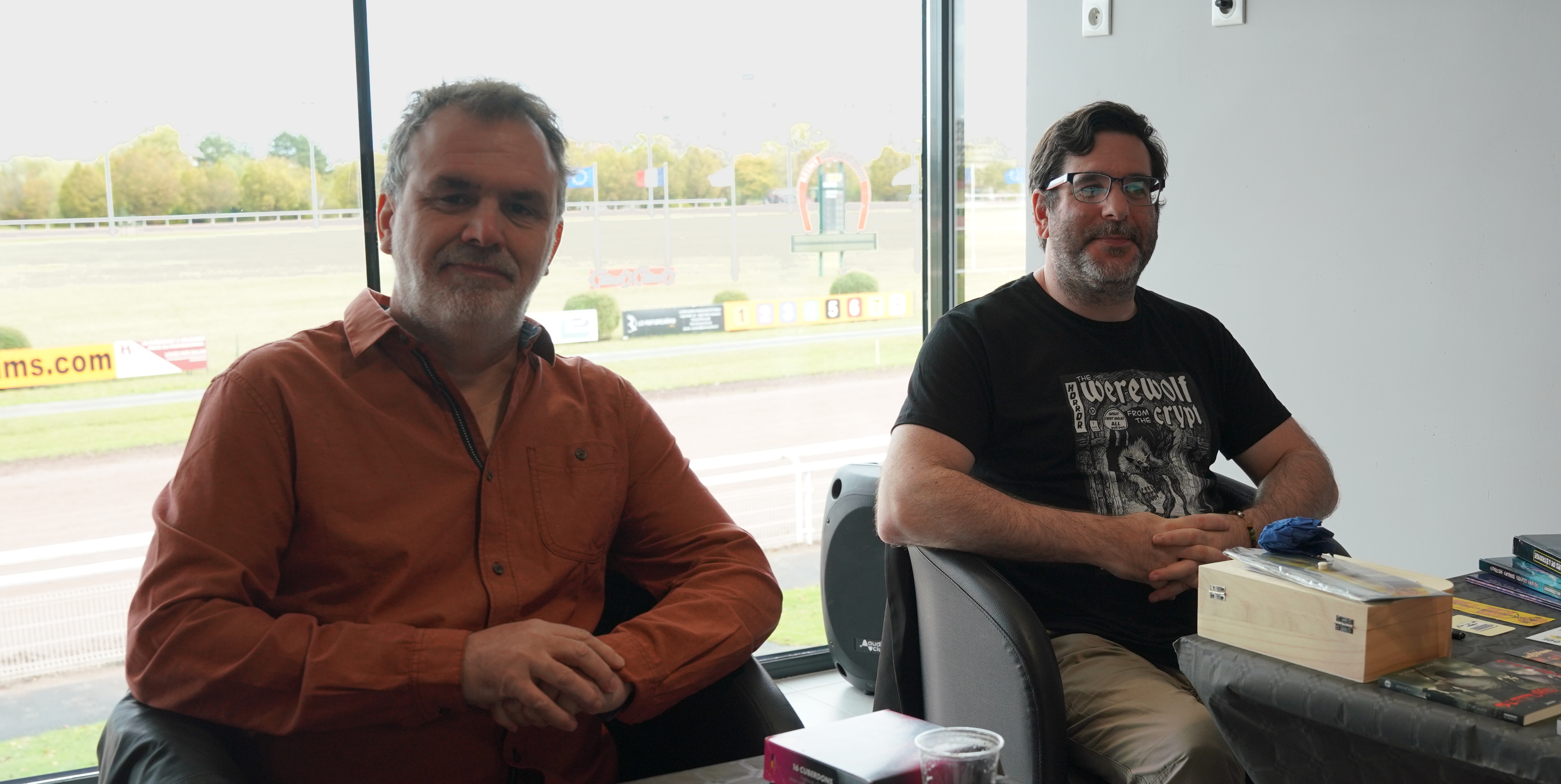
En 2023 en dédicace à Reims avec Romain d'Huissier.

### Romans
- 5150 rue des Ormes, Laval, Guy Saint-Jean éditeur, 1994
  - 5150 rue des Ormes  (nouvelle version), Beauport, Alire, coll. « Romans » (no 045), 2001
  - 5150 rue des Ormes  (réédition grand format), Lévis, Alire, coll. « GF » (no 5), 2009
  - (pl) Ulica Wiazów 5150, Wydawnictwo Fu Kang, 2008
  - (tr) Kaybeden Ölecek, Dogan Egmont, 2010
  - (de) U5150, Haus des Wahnsinns, Festa Verlag, 2015
- Le Passager, Laval, Guy Saint-Jean éditeur, 1995
  - Le Passager  (nouvelle version), Lévis, Alire, coll. « Romans » (no 066), 2003
  - (pl) Pasazer, Wydawnictwo Fu Kang, 2008
  - Le Passager  (réédition grand format), Lévis, Alire, coll. « GF » (no 66), 2018
- Sur le seuil, Lévis, Alire, coll. « Romans » (no 015), 1998
  - Sur le seuil  (réédition grand format), Lévis, Alire, coll. « GF » (no 1), 2003
  - Sur le seuil  (édition européenne francophone), Bragelonne, 2006
  - (pl) Na Progu, Wydawnictwo Fu Kang, 2007
  - (it) Una mente pericolosa, Casa Editrice Nord, 2008
  - (es) El Umbral, Urano (Umbriel), 2009
- Aliss, Beauport, Alire, coll. « Romans » (no 039), 2000
  - (pl) Alicya, Wydawnictwo Fu Kang, 2010
  - Aliss  (édition européenne francophone), Fleuve Noir, 2017
  - Aliss  (réédition grand format), Lévis, Alire, coll. « GF » (no 64), 2018
  - Aliss  (ill. Jeik Dion, adaptation BD), Lévis/Montréal, Alire/Front Froid, 2020
- Les Sept Jours du talion, Lévis, Alire, coll. « Romans » (no 059), 2002
  - Les Sept Jours du talion  (réédition grand format), Lévis, Alire, coll. « GF » (no 6), 2010
  - (pl) Oko za oko, Wydawnictwo Fu Kang, 2007
  - (de) 7 tage der rarche, Festa Verlag, 2014
- Oniria, Lévis, Alire, coll. « Romans » (no 076), 2004
  - Oniria  (réédition grand format), Lévis, Alire, coll. « GF » (no 65), 2018
- Le Vide, Lévis, Alire, coll. « GF » (no 3), 2007
  - Le Vide, t. 1 : Vivre au Max, Lévis, Alire, coll. « Romans » (no 109), 2008
  - Le Vide, t. 2 : Flambeaux, Lévis, Alire, coll. « Romans » (no 110), 2008
  - Le Vide  (édition européenne francophone), Fleuve Noir, 2015
- Hell.com, Lévis, Alire, coll. « GF » (no 5), 2009
  - Hell.com  (réédition), Lévis, Alire, coll. « Romans » (no 136), 2010
  - (es) Hell.com, Ediciones B, 2015
  - Hell.com  (édition européenne francophone), Fleuve Noir, 2016
- Contre Dieu, Montréal, Les 400 coups, coll. « Coups de tête » (no 39), 2010
  - (en) Against God, Quattro Books, 2012
  - Contre Dieu, Montréal, Les 400 coups, coll. « Coups de tête » (no 39), 2010
  - Contre Dieu  (réédition en format poche), Montréal, Éditions No de série, 2016
- Malphas, t. 1 : Le cas des casiers carnassiers, Lévis, Alire, coll. « GF » (no 16), 2011
  - Malphas  (réédition en format poche), t. 1 : Le cas des casiers carnassiers, Lévis, Alire, coll. « Romans » (no 174), 2016
- Malphas, t. 2 : Torture, luxure et lecture, Lévis, Alire, coll. « GF » (no 18), 2012
  - Malphas  (réédition en format poche), t. 2 : Torture, luxure et lecture, Lévis, Alire, coll. « Romans » (no 175), 2016
- Quinze minutes, Montréal, VLB éditeur, coll. « L'Orphéon », 2013
- Malphas, t. 3 : Ce qui se passe dans la cave reste dans la cave, Lévis, Alire, coll. « GF » (no 24), 2013
- Malphas, t. 4 : Grande liquidation, Lévis, Alire, coll. « GF » (no 31), 2014
- Faims, Lévis, Alire, coll. « GF » (no 44), 2015
  - Faims  (réédition en format poche), Lévis, Alire, coll. « Romans » (no 197), 2019
- L'Autre Reflet, Lévis, Alire, coll. « GF » (no 52), 2016
  - L'Autre Reflet  (réédition en format poche), Lévis, Alire, coll. « Romans » (no 206), 2020
- Il y aura des morts, Lévis, Alire, coll. « GF » (no 60), 2017
  - Il y aura des morts  (réédition en format poche), Lévis, Alire, coll. « Romans » (no 218), 2021
- Ceux de là-bas, Lévis, Alire, coll. « GF » (no 81), 2019
- Flots, Lévis, Alire, coll. « GF » (no 94), 2021, 365 p. (ISBN 978-2-89615-225-4)
- Résonances, Lévis, Alire, coll. « GF » (no 105), 2022 (ISBN 978-2-89835-017-7)
- Civilisés, Ramsay, 2024

### Romans jeunesse
- Sept comme Setteur (Longueuil, Éditions de la Bagnole, collection Gazoline, 11 septembre 2007)
- Madame Wenham (Éditions de la Bagnole, collection Gazoline, 26 août 2010)

### Nouvelles
- Ressac (Roberval fantastique, Roberval, Ashem fictons, 1998)
- La Source (Fenêtre secrète sur Stephen King 15, 1999)
- Eaux troubles (Fenêtre secrète sur Stephen King 16, 1999)
- Nuit d'ancre (Solaris 133, 2000)
- Retrouvailles (Alibis 1, 2001) (nouvelle dont a été tirée l'épisode de Chambre #13 "Le cœur à l'ouvrage")
- Équilibre (Solaris 156, 2005)
- On n'est jamais trop curieux (Le Devoir, édition du 15-16 juillet 2006, 2006)
- Drummondville (in Résonances, Les Six Brumes, 2007)
- Vente avec démonstration (in Clair/Obscur #5: Spécial Senécal, 2009)
- Famme (dans Cherchez la femme, dirigé par India Desjardins, éditions Québec/Amérique, 2011)
- 38 kilomètres (dans Des nouvelles du père, éditions Québec/Amérique, 2014)
- Public Cible (dans Crimes à la librairie, dirigé par Richard Migneault, éditions Druide, 2014)
- Baise Fondatrice (dans Nu, dirigé par Stéphane Dompierre, éditions Québec/Amérique, 2014)
- La disparition de Michel O'Toole (dans La disparition de Michel O'Toole, dirigé par Tristan Malavoy-Racine, éditions XYZ, 2015)
- Comme la fois où j'ai berné ta mère (dans Comme la fois, dirigé par Geneviève Janelle et Marie-Eve Leclerc-Dion, éditions VLB, 2015)
- Dernière soirée de deuil (dans Condoléances, 12 histoires de deuil, dirigé par Catherine Côté et Audrey Boutin, éditions Québec/Amérique, 2021)
- Autofission (plateforme numérique de littérature Pavillons, 2022)

### Théâtre
- Les Aventures de l'inspecteur Hector (1997)

### Scénarisations
- Films
  - Sur le seuil (avec Éric Tessier, réalisateur)
  - 5150, rue des Ormes (sortie: 9 octobre 2009)
  - Les Sept Jours du talion (sortie: 5 février 2010)

- Télévision
  - Le Cœur à l'ouvrage (Épisode no 7 de la série Chambre no 13)
  - La Reine rouge (sortie: 4 mai 2011)
  - Nuit de peur (VrakTV)
  - Patrick Sénécal présente (Illico, 2021)

- Bande dessinée
  - Sale Canal, scénario de bande-dessinée, dessins de Tristan Demers (sortie: automne 2014)
  - Aliss, scénario de bande dessinée, dessins de Jeik Dion (Front Froid, 2020)
- Podcast 
  - Patrick Senécal propose : Écho (Radio-Canada OHdio, 2021)
  - Patrick Senécal propose : De glace (Radio-Canada OHdio, 2023)

## Honneurs
- 2007 : Prix Saint-Pacôme du roman policier pour Le Vide
- 2016 : Prix Tenebris pour Faims (Catégorie Meilleur vendeur, littérature policière québécoise de langue française et Prix spécial du jury)
- 2017 : Prix Coup de cœur de la Société du roman policier de Saint-Pacôme pour L’autre reflet